# Apinagia secundiflora
Apinagia secundiflora là một loài thực vật có hoa trong họ Podostemaceae. Loài này được (Tul.) Pulle mô tả khoa học đầu tiên năm 1906.